# Future of the Left
The Future of the Left é um grupo de rock com origem em País de Gales. Alguns dos integrantes são remanescentes da banda Mclusky. O álbum de estreia é Curses lançado no Reino Unido em 2007.

## Discografia

### Álbuns
- Curses - 2007
- Travels with Myself and Another - 2009
- The Plot Against Common Sense - 2012

### Álbuns ao vivo
- Last Night I Saved Her From Vampires - 2009

## Singles
- "Fingers Become Thumbs" / "The Lord Hates A Coward" (2007)
- "adeadenemyalwayssmellsgood" (2007)
- "Small Bones Small Bodies" (2007)
- "Manchasm" (2008)
- "The Hope That House Built" (2009)
- ""Stand By Your Manatee" / "Preoccupation Therapy" (2009)